# Red Carpet
《Red Carpet》為日本歌手安室奈美惠於2015年12月2日發行的第43張單曲。

## 簡介
- 與上張實體單曲《BRIGHTER DAY》相隔約13個月的新作。
- 《Red Carpet》為安室代言的美髮產品高絲「OLEO D'OR」電視廣告曲。歌曲呈現出溫暖的新靈魂樂風格，音樂錄影帶以「人生的紅毯」為主題，歌詞傳達每個人都是自己人生的主人公，不論是與哪個人相遇的緣分、或者是選擇哪一條路，都是我們為自己所做的最好的決定，即使是面對未知的未來，總有一天都能夠順利地克服。
- 《Black Make Up》為人氣動畫《ONE PIECE》的冬季特別篇「霧之島冒險」主題曲，是一首充滿速度感的R&B BEAT舞曲。

## 發行版本
- CD ONLY
- CD+DVD

## 曲目

### CD
1. Red Carpet
  - 高絲「OLEO D’ OR」 電視廣告曲
2. Black Make Up
  - 日本動畫《海賊王 特別篇～霧之島冒險》主題曲
3. Red Carpet（Instrumental）
4. Black Make Up（Instrumental）

### DVD
1. Red Carpet（Music Video）
  - ＜contains Customizing Function＞
2. Red Carpet（Making Movie）